# 수정난풀아과
수정난풀아과(水晶蘭-亞科, 학명: Monotropoideae 모노트로포이데아이[*])는 진달래과의 아과이다. 수정난풀과 나도수정초 등을 포함하고 있다. 2족 10속으로 이루어져 있다.

## 하위 분류
| 수정난풀족(Monotropeae Dumort.) - 나도수정초속(Monotropastrum Andres) - 수정난풀속(Monotropa L.) - Allotropa Torr. & A.Gray - Cheilotheca Hook.f. - Hemitomes A.Gray - Monotropsis Schwein. ex Elliott - Pityopus Small - Pleuricospora A.Gray | 프테로스포라족(Pterosporeae Baill.) - Pterospora Nutt. - Sarcodes Torr. |